# US Open Series
De US Open Series is het vijf weken durende zomertennisseizoen dat acht ATP/WTA-toernooien samenbindt. Deze reeks vormt de aanloop naar het US Open en wordt ook wel aangeduid als het Noord-Amerikaans hardcourt-seizoen. Doordat ook Canadese toernooien (in Montreal en Toronto) deel uitmaken van de reeks, bestrijkt deze meer dan alleen de Verenigde Staten.
In 2004 werd de reeks ingesteld als manier om meer aandacht te trekken voor Noord-Amerikaanse tennistoernooien door middel van meer uitzendingen op plaatselijke tv-stations.
Tot en met 2016 verdienden de spelers punten met hun resultaten op deze toernooien; toernooien van een hogere categorie (ATP World Tour 1000 en WTA Premier Five) leverden méér punten op dan lager geklasseerde toernooien. De drie mannen en drie vrouwen met het hoogste totaal aantal punten verdienden een bonus op het US Open. Het bedrag hing af van hun eindresultaat op de US Open Series (eerste, tweede of derde plaats) en van hun resultaat (bereikte ronde) op het US Open. Voor een speler/speelster die beide won, bedroeg de bonus een miljoen dollar.
Van 2012 tot en met 2016 werd de US Open Series gesponsord door Emirates Airline.

## Toernooischema in 2017
| Legenda                                 |
| --------------------------------------- |
| Grandslamtoernooi                       |
| ATP World Tour 1000 en WTA Premier Five |
| ATP World Tour 500 en WTA Premier       |
| ATP World Tour 250 en WTA International |

| week  | datum   | mannentoernooi                     | vrouwentoernooi                    |
| ----- | ------- | ---------------------------------- | ---------------------------------- |
| 30    | 24 juli | Atlanta BB&T Atlanta Open          |                                    |
| 31    | 31 juli |                                    | Stanford Bank of the West Classic  |
| 32    | 7 aug   | Montreal Rogers Cup                | Toronto Rogers Cup                 |
| 33    | 14 aug  | Cincinnati Western & Southern Open | Cincinnati Western & Southern Open |
| 34    | 21 aug  | Winston-Salem Winston-Salem Open   | New Haven Connecticut Open         |
| 35/36 | 28 aug  | New York US Open                   | New York US Open                   |

Vergelijking met vorig jaar
- Het aantal deelnemende toernooien bleef gehandhaafd op acht.
- Bonuspunten werden in 2017 niet toegekend.

## Puntentoekenning voor toernooien in de reeks
Deze regeling was geldig tot en met 2016.
Om te worden opgenomen in de resultatentabel van de US Open Series diende een speler/speelster op minimaal twee van deze toernooien punten te scoren. In de jaren 2014–2016 gold bovendien dat een speler/speelster die aan minimaal drie toernooien meedeed, een verdubbeling van het puntenaantal verdiende. Er waren gescheiden resultatentabellen voor de mannen en voor de vrouwen.
| resultaat per toernooi | verdiende punten (hoge categorie) * | verdiende punten (lagere categorie) |
| ---------------------- | ----------------------------------- | ----------------------------------- |
| winnaar                | 100                                 | 70                                  |
| finale                 | 70                                  | 45                                  |
| halve finale           | 45                                  | 25                                  |
| kwartfinale            | 25                                  | 15                                  |
| laatste 16             | 15                                  | 0                                   |

* Hoge categorieën zijn ATP World Tour 1000 en WTA Premier Five.

## Bedrag van de bonus
Deze regeling was geldig tot en met 2016.
De beste drie hadden recht op een bonus bij deelname aan het hoofdtoernooi van het US Open. De hoogte van de bonus hing af van de ronde die de betrokkene bereikte.
| resultaat US Open 2016 | resultaat US Open Series 2016 | resultaat US Open Series 2016 | resultaat US Open Series 2016 |
| resultaat US Open 2016 | eerste plaats                 | tweede plaats                 | derde plaats                  |
| ---------------------- | ----------------------------- | ----------------------------- | ----------------------------- |
| winnaar                | $1.000.000                    | $500.000                      | $250.000                      |
| finale                 | $500.000                      | $250.000                      | $125.000                      |
| halve finale           | $250.000                      | $125.000                      | $62.500                       |
| kwartfinale            | $125.000                      | $62.500                       | $31.250                       |
| vierde ronde           | $70.000                       | $35.000                       | $17.500                       |
| derde ronde            | $40.000                       | $20.000                       | $10.000                       |
| tweede ronde           | $25.000                       | $12.500                       | $6.250                        |
| eerste ronde           | $15.000                       | $7.500                        | $3.750                        |

## Historische lijst vanUS Open Seriestop-drie
NB: Alleen spelers die punten scoorden op minimaal twee US Open Series-toernooien hadden recht op een plaats in deze tabel.
| US Open-resultaten | US Open-resultaten                  | US Open-resultaten | US Open-resultaten                       |
| ------------------ | ----------------------------------- | ------------------ | ---------------------------------------- |
| –                  | nam geen deel aan het hoofdtoernooi | nR                 | verloor in een van de eerste vier ronden |
| KF                 | verloor in de kwartfinale           | HF                 | verloor in de halve finale               |
| F                  | verloor in de finale                | W                  | won het US Open                          |

| jaar | speler                   | punten | resultaat | speelster                   | punten | resultaat |
| ---- | ------------------------ | ------ | --------- | --------------------------- | ------ | --------- |
| 2004 | 1. Lleyton Hewitt1       | 155    | F         | 1. Lindsay Davenport1       | 100    | HF        |
| 2004 | 2. Andy Roddick          | 155    | KF        | 2. Amélie Mauresmo          | 100    | KF        |
| 2004 | 3. Andre Agassi          | 123    | KF        | 3. Jelena Lichovtseva       | 70     | 1R        |
| 2005 | 1. Andy Roddick          | 120    | 1R        | 1. Kim Clijsters            | 225    | W         |
| 2005 | 2. Andre Agassi          | 105    | F         | 2. Mary Pierce              | 100    | F         |
| 2005 | 3. Rafael Nadal2         | 100    | 3R        | 3. Amélie Mauresmo          | 80     | KF        |
| 2006 | 1. Andy Roddick          | 147    | F         | 1. Ana Ivanović             | 127    | 3R        |
| 2006 | 2. Fernando González     | 124    | 3R        | 2. Maria Sjarapova          | 122    | W         |
| 2006 | 3. Andy Murray           | 105    | 4R        | 3. Kim Clijsters            | 120    | –         |
| 2007 | 1. Roger Federer         | 170    | W         | 1. Maria Sjarapova          | 122    | 3R        |
| 2007 | 2. James Blake           | 167    | 4R        | 2. Jelena Janković          | 107    | KF        |
| 2007 | 3. Andy Roddick          | 112    | KF        | 3. Patty Schnyder3          | 97     | 3R        |
| 2008 | 1. Rafael Nadal4         | 145    | HF        | 1. Dinara Safina            | 170    | HF        |
| 2008 | 2. Andy Murray           | 145    | F         | 2. Marion Bartoli           | 90     | 4R        |
| 2008 | 3. Juan Martín del Potro | 140    | KF        | 3. Dominika Cibulková       | 85     | 3R        |
| 2009 | 1. Sam Querrey           | 175    | 3R        | 1. Jelena Dementjeva        | 170    | 2R        |
| 2009 | 2. Andy Murray           | 145    | 4R        | 2. Flavia Pennetta5         | 140    | KF        |
| 2009 | 3. Juan Martín del Potro | 140    | W         | 3. Jelena Janković          | 140    | 2R        |
| 2010 | 1. Andy Murray6          | 170    | 3R        | 1. Caroline Wozniacki       | 185    | HF        |
| 2010 | 2. Roger Federer         | 170    | HF        | 2. Kim Clijsters            | 125    | W         |
| 2010 | 3. Mardy Fish            | 140    | 4R        | 3. Svetlana Koeznetsova7    | 115    | 4R        |
| 2011 | 1. Mardy Fish            | 230    | 4R        | 1. Serena Williams          | 170    | F         |
| 2011 | 2. Novak Đoković         | 170    | W         | 2. Agnieszka Radwańska8     | 130    | 2R        |
| 2011 | 3. John Isner            | 140    | KF        | 3. Maria Sjarapova          | 130    | 3R        |
| 2012 | 1. Novak Đoković         | 170    | F         | 1. Petra Kvitová            | 215    | 4R        |
| 2012 | 2. John Isner            | 140    | 3R        | 2. Li Na                    | 170    | 3R        |
| 2012 | 3. Sam Querrey           | 135    | 3R        | 3. Dominika Cibulková       | 100    | 3R        |
| 2013 | 1. Rafael Nadal          | 200    | W         | 1. Serena Williams          | 170    | W         |
| 2013 | 2. John Isner            | 185    | 3R        | 2. Viktoryja Azarenka       | 145    | F         |
| 2013 | 3. Juan Martín del Potro | 130    | 2R        | 3. Agnieszka Radwańska      | 130    | 4R        |
| 2014 | 1. Milos Raonic9         | 280    | 4R        | 1. Serena Williams9         | 430    | W         |
| 2014 | 2. John Isner9           | 200    | 3R        | 2. Angelique Kerber9        | 150    | 3R        |
| 2014 | 3. Roger Federer         | 170    | HF        | 3. Agnieszka Radwańska      | 125    | 2R        |
| 2015 | 1. Andy Murray           | 145    | 4R        | 1. Karolína Plíšková10      | 150    | 1R        |
| 2015 | 2. Novak Đoković         | 140    | W         | 2. Serena Williams          | 145    | HF        |
| 2015 | 3. John Isner            | 95     | 4R        | 3. Simona Halep             | 140    | HF        |
| 2016 | 1. Kei Nishikori         | 85     | HF        | 1. Agnieszka Radwańska11,12 | 220    | 4R        |
| 2016 | 2. Grigor Dimitrov13     | 70     | 4R        | 2. Johanna Konta11          | 220    | 4R        |
| 2016 | 3. Milos Raonic          | 70     | 2R        | 3. Simona Halep             | 145    | KF        |

- 1 – 2004: Hewitt en Davenport eindigden als eerste vanwege een groter aantal gewonnen partijen in de US Open Series-toernooien.
- 2 – 2005: Nadal eindigde als derde (boven Roger Federer) vanwege een groter aantal gewonnen partijen in de US Open Series-toernooien.
- 3 – 2007: Schnyder werd derde omdat Justine Henin (die meer punten had behaald: 100 vanwege het winnen van het toernooi in Toronto) slechts aan één US Open Series-toernooi had meegedaan, en daardoor geen recht had op een plek in de top-drie.
- 4 – 2008: Nadal eindigde als eerste (boven Murray) omdat Nadal Murray versloeg in de halve finale in Toronto.
- 5 – 2009: Pennetta eindigde als tweede vanwege een groter aantal gewonnen partijen in de US Open Series-toernooien.
- 6 – 2010: Murray eindigde als eerste (boven Federer) omdat Murray Federer versloeg in de finale in Toronto.
- 7 – 2010: Koeznetsova eindigde als derde (boven Viktoryja Azarenka en Maria Sjarapova) wegens een groter aantal gewonnen games in de US Open Series-toernooien (alle drie wonnen 9 partijen en 19 sets).
- 8 – 2011: Radwańska eindigde als tweede vanwege een groter aantal gewonnen partijen in de US Open Series-toernooien.
- 9 – 2014: Bij vier spelers (Raonic, Williams, Isner en Kerber) werd het puntenaantal verdubbeld omdat zij bij minimaal drie toernooien punten hadden verdiend.
- 10 – 2015: Bij twee speelsters (Plíšková en Agnieszka Radwańska) werd het puntenaantal verdubbeld omdat zij bij minimaal drie toernooien punten hadden verdiend.
- 11 – 2016: Bij drie speelsters (Konta, Agnieszka Radwańska en Vinci) werd het puntenaantal verdubbeld omdat zij bij minimaal drie toernooien punten hadden verdiend.[5]
- 12 – 2016: Radwańska eindigde als eerste omdat zij in Cincinnati haar partij tegen Konta won.
- 13 – 2016: Dimitrov eindigde als tweede omdat hij tijdens de US Open Series 2016 meer partijen (7) won dan Raonic (5).

## De hoogste uitkeringen
- 2005 – Kim Clijsters eindigde als eerste in de US Open Series en won vervolgens de US Open damesenkelspeltitel.[6] Clijsters werd daarmee de eerste persoon die $2,2 miljoen won (de grootste uitbetaling ooit in de vrouwensport). Het bedrag was samengesteld uit $1,1 miljoen voor de US Open-titel en eenzelfde bedrag als US Open Series-bonus.
- 2006 – Maria Sjarapova won $1,7 miljoen, bestaande uit $1,2 miljoen voor de US Open-titel en $500.000 als bonus voor haar tweede plaats in de US Open Series.[7]
- 2007 – Roger Federer won de US Open Series en vervolgens de US Open herenenkelspeltitel. Dit leverde hem in totaal $2,4 miljoen op: $1,4 miljoen voor de US Open-titel plus de US Open Series-bonus van $1 miljoen.[8] Dit oversteeg Clijsters' $2,2 miljoen als de grootste uitbetaling die het US Open ooit deed.
- 2009 – Juan Martín del Potro won $1,85 miljoen, bestaande uit $1,6 miljoen voor de US Open-titel en $250.000 als bonus voor zijn derde plaats in de US Open Series.[9]
- 2010 – Clijsters won nogmaals $2,2 miljoen, nu bestaande uit $1,7 miljoen voor de US Open-titel en $500.000 als bonus voor haar tweede plaats in de US Open Series.[10]
- 2011 – Novak Đoković won $2,3 miljoen, bestaande uit $1,8 miljoen voor de US Open-titel en $500.000 als bonus voor zijn tweede plaats in de US Open Series.[11]
- 2013 – Serena Williams en Rafael Nadal wonnen de US Open Series en vervolgens de US Open-enkelspeltitel. Dit leverde ieder van hen $3,6 miljoen op: $2,6 miljoen voor de US Open-titel plus de US Open Series-bonus van $1 miljoen.[12] Dit oversteeg Federers $2,4 miljoen (in 2007) als de grootste uitbetaling die het US Open tot dan toe ooit deed.
- 2014 – Serena Williams won de US Open Series en vervolgens de US Open-enkelspeltitel. Dit leverde haar $4 miljoen op: $3 miljoen voor de US Open-titel plus de US Open Series-bonus van $1 miljoen.[13]